# 松尾寺 (大和郡山市)

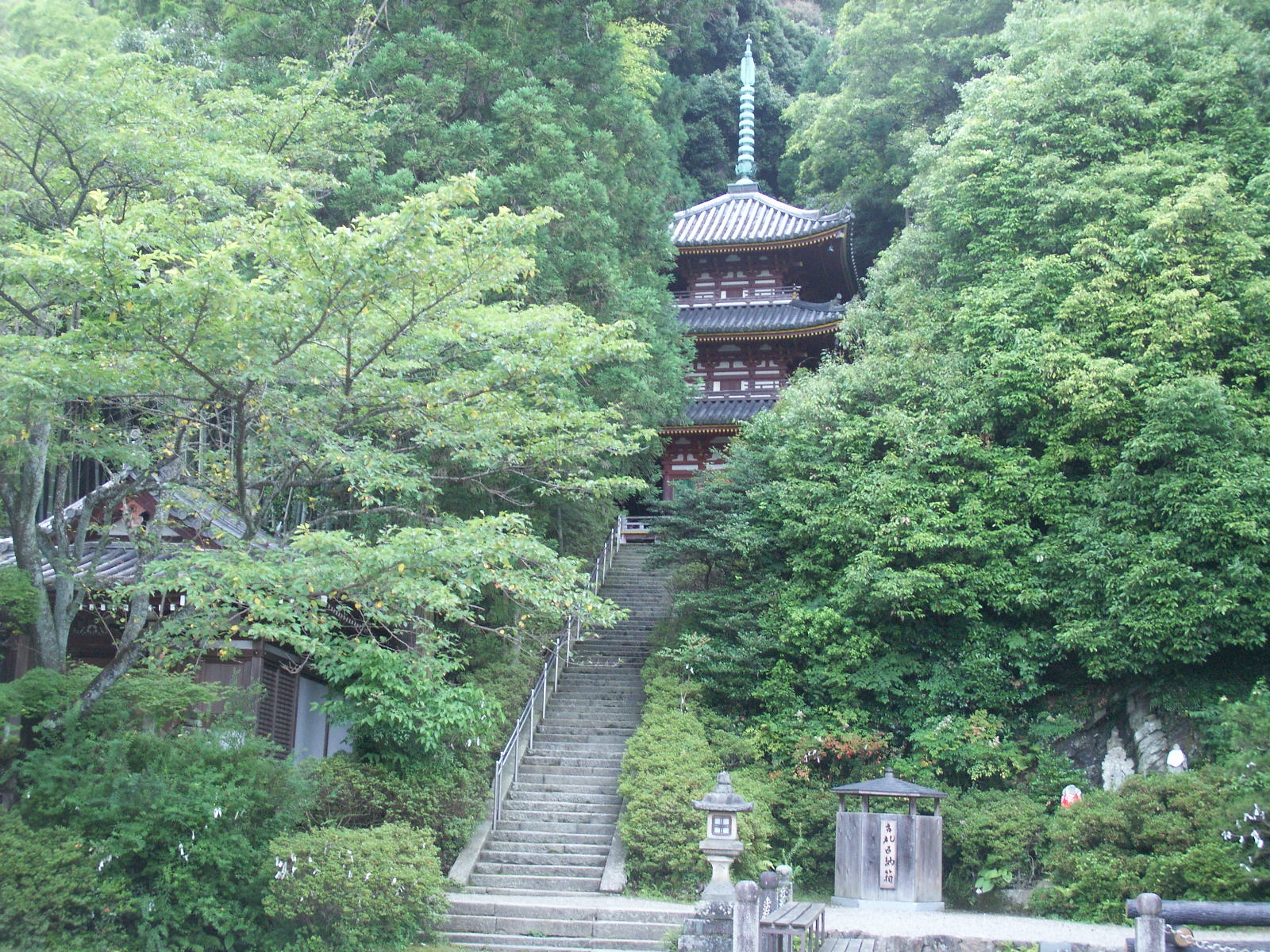
三重塔

松尾寺（まつおでら）は、奈良県大和郡山市にある真言宗醍醐派の別格本山の寺院。山号は松尾山または補陀洛山（ふだらくさん）。本尊は千手千眼観世音菩薩。開基（創立者）は舎人親王（とねりしんのう）と伝える。「日本最古の厄除け寺」と称され、2月・3月の初午の日の縁日には多くの参詣者でにぎわう。境内にはバラ園があり、バラの名所としても知られる。なお、寺名は「まつのおでら」「まつのおさん」などとも呼ばれる。境内には湧き水もある。

## 歴史
矢田丘陵の南端近くにある松尾山の中腹に位置する山寺である。慶長11年（1606年）成立の『厄攘（やくよけ）観音来由記』、延宝4年（1676年）成立の『松尾寺縁起』等によると、当寺は天武天皇の皇子・舎人親王が養老2年（718年）に42歳の厄年であったためにその厄除けと『日本書紀』編纂の完成を祈願して建立したと伝わる。なお、松尾寺の北方の矢田丘陵に位置する鍋藏山東明寺（大和郡山市矢田町）も舎人親王の開基と伝える。
『続日本紀』延暦元年（782年）7月21日条には、「松尾山寺」の尊鏡という当時101歳の僧についての言及がある。また、松尾山の山頂近くに位置する鎮守社の松尾山神社境内からは奈良時代にさかのぼる古瓦や建物跡が検出されており、当寺が奈良時代の創建であることは間違いないと思われる。
中世以降は興福寺一乗院の支配下に属するとともに、法隆寺の別院とも称された（松尾寺は法隆寺の北方に位置し、法隆寺西院伽藍の背後から松尾山へ至る参詣道がある）。
現存する本堂は建治3年（1277年）に焼失した後、建武4年（1337年）に再建されたものであり、本尊の千手観音立像は鎌倉時代の作である。なお、本堂の解体修理中の1953年（昭和28年）、屋根裏から焼損した仏像の残欠が発見され、これは建治3年の火災以前に祀られていた旧本尊像ではないかと推定されている。
松尾寺は室町時代以降は修験道当山派の拠点としても栄えた。「当山派」とは、吉野の金峯山を主な修行の場とし、醍醐寺三宝院を本山とする真言宗系の修験道で、聖護院門跡を本山とする天台宗系の「本山派」に対する呼称である。当山派では山伏の最高位である正大先達（しょうだいせんだつ）を中心として「正大先達衆」という組織を構成したが、松尾寺には当山派正大先達衆に関わる多くの古文書が残されている。
江戸時代には後水尾天皇が持仏の如意輪観音像を当寺に下賜している。

## 境内

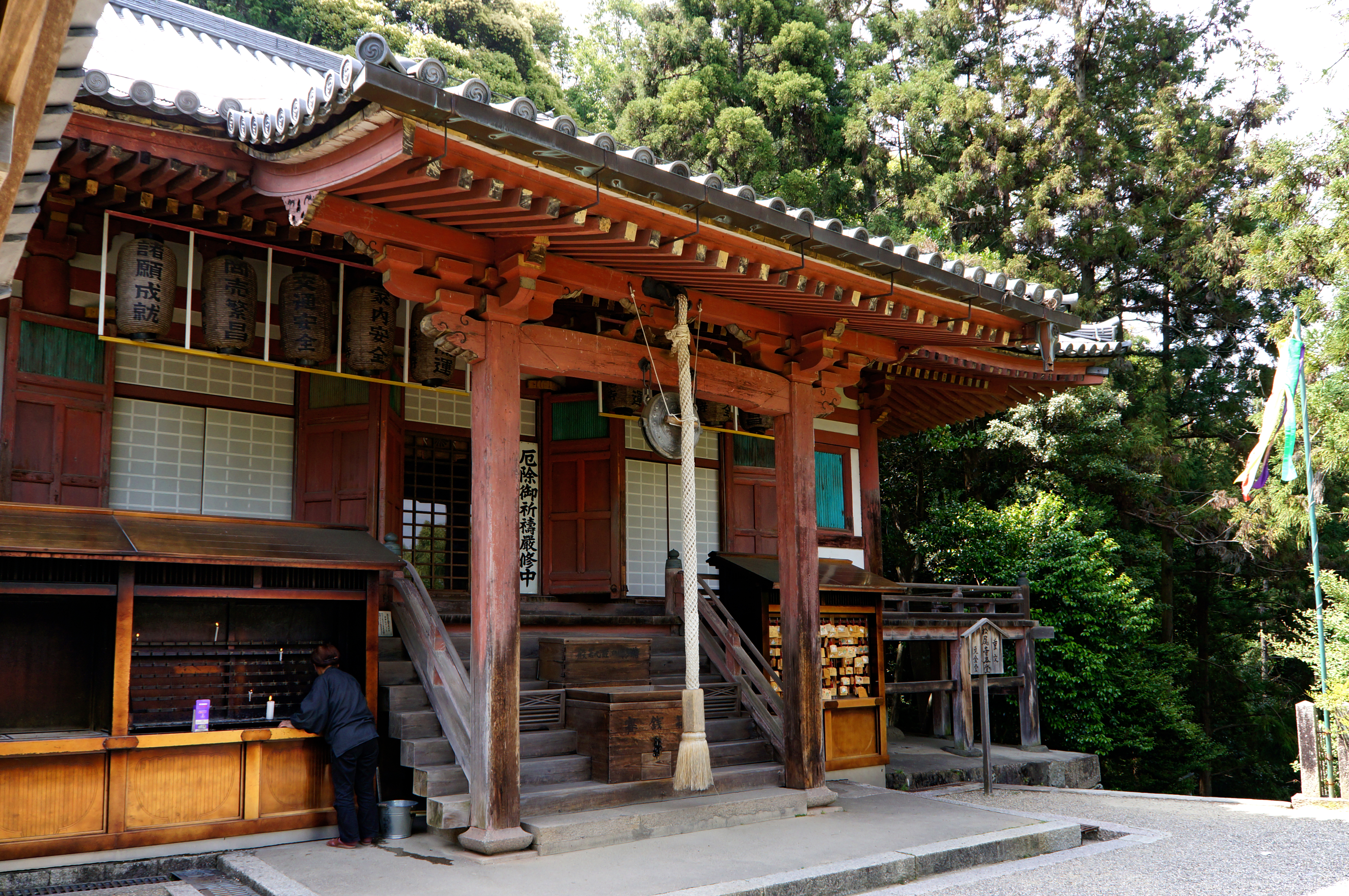
本堂

- 本堂（重要文化財） - 建武4年・延元2年（1337年）に再建された中世の大型仏堂の貴重な遺構で、和様を基調とした比較的簡素な建築意匠ではあるが、大仏様の様式も取り入れられ、新和様と呼ばれる。
- 神霊石の大岩
- 西国三十三所石仏群（西国三十三所松尾山石仏観音）
- 行者堂 - 役行者の像を安置する。役行者霊蹟札所。
- 阿弥陀堂
- 七福神堂
- 経蔵
- 本坊
- 福寿院
- 鐘楼 - 梵鐘は「やくよけの鐘」と呼ばれる。
- 護摩壇
- 十三重石塔（大和郡山市指定有形文化財） - 舎人親王の毛骨を納めたとされる。
- 三重塔 - 本堂などのある中心伽藍より一段高い位置に立つ。現在の塔は1888年（明治21年）の再建であるが、一部に古材が使用されている。
- お花畑 - バラ園。
- 茶室（平成の新茶室）
- 北惣門
- 閼伽井屋
- 茶室（片桐石州作の茶室）
- 南惣門
- 宝蔵殿
- 松尾山（まつのうさん）神社 - 観音堂の跡地にある。

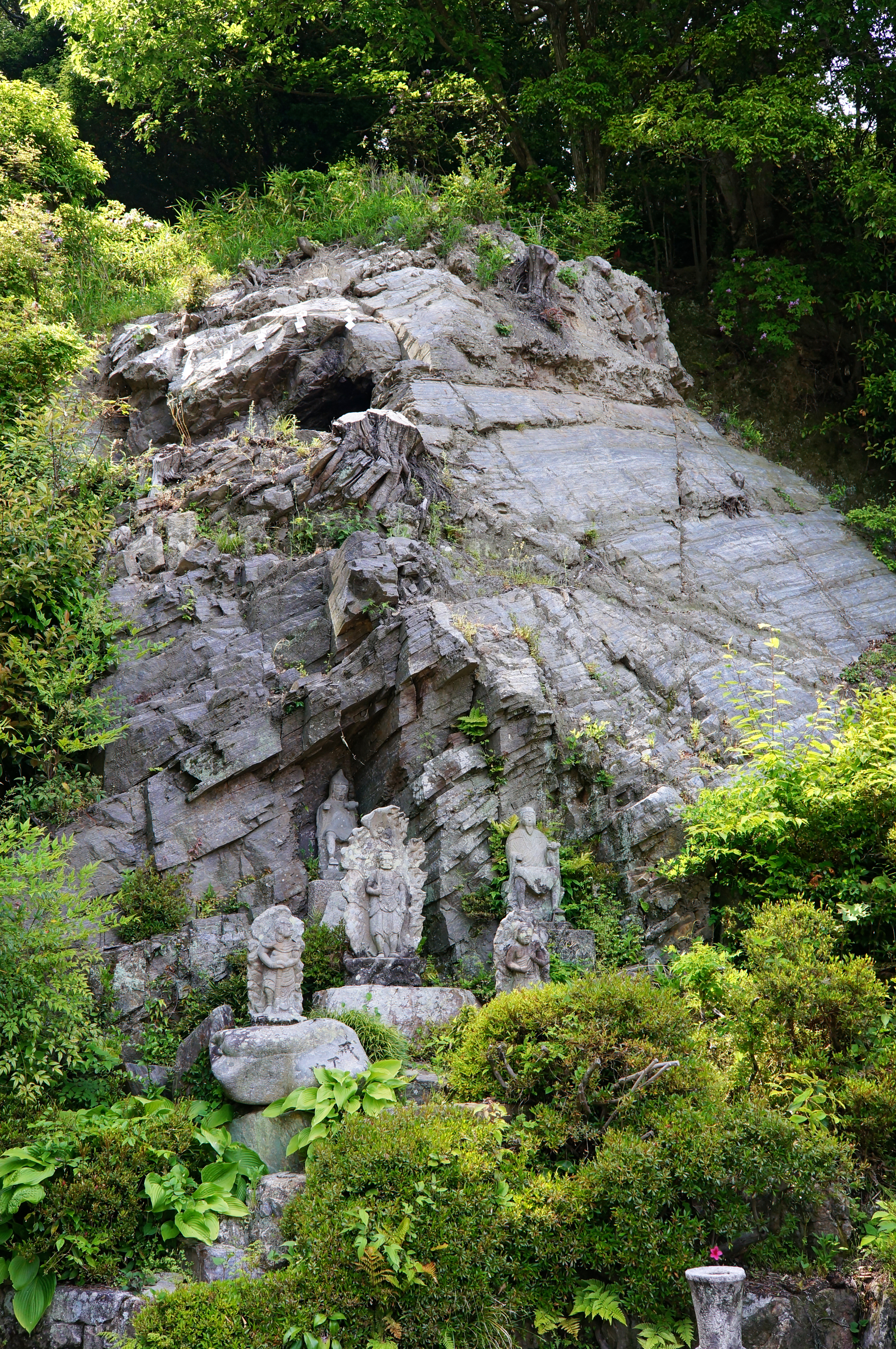
神霊石の大岩
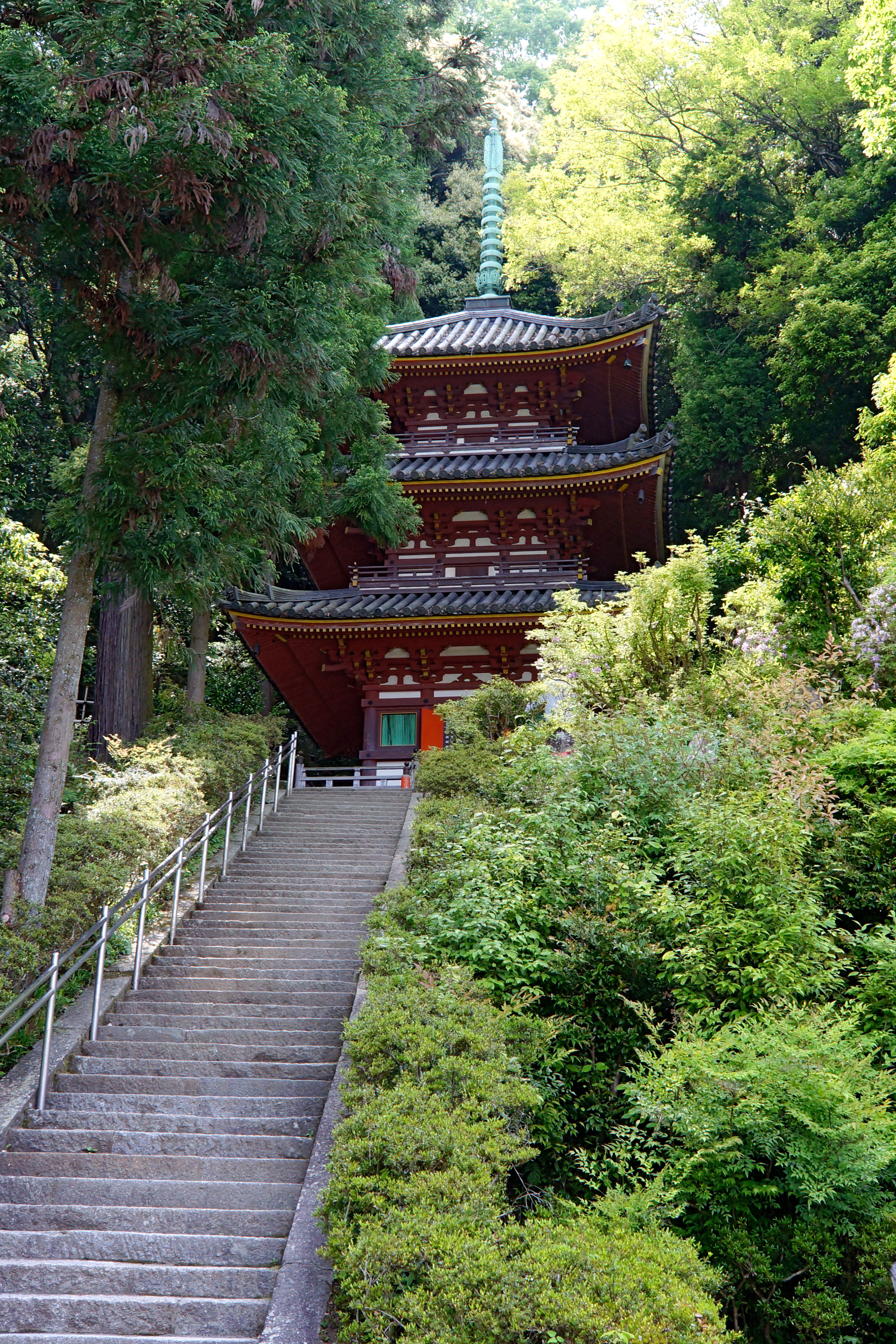
三重塔
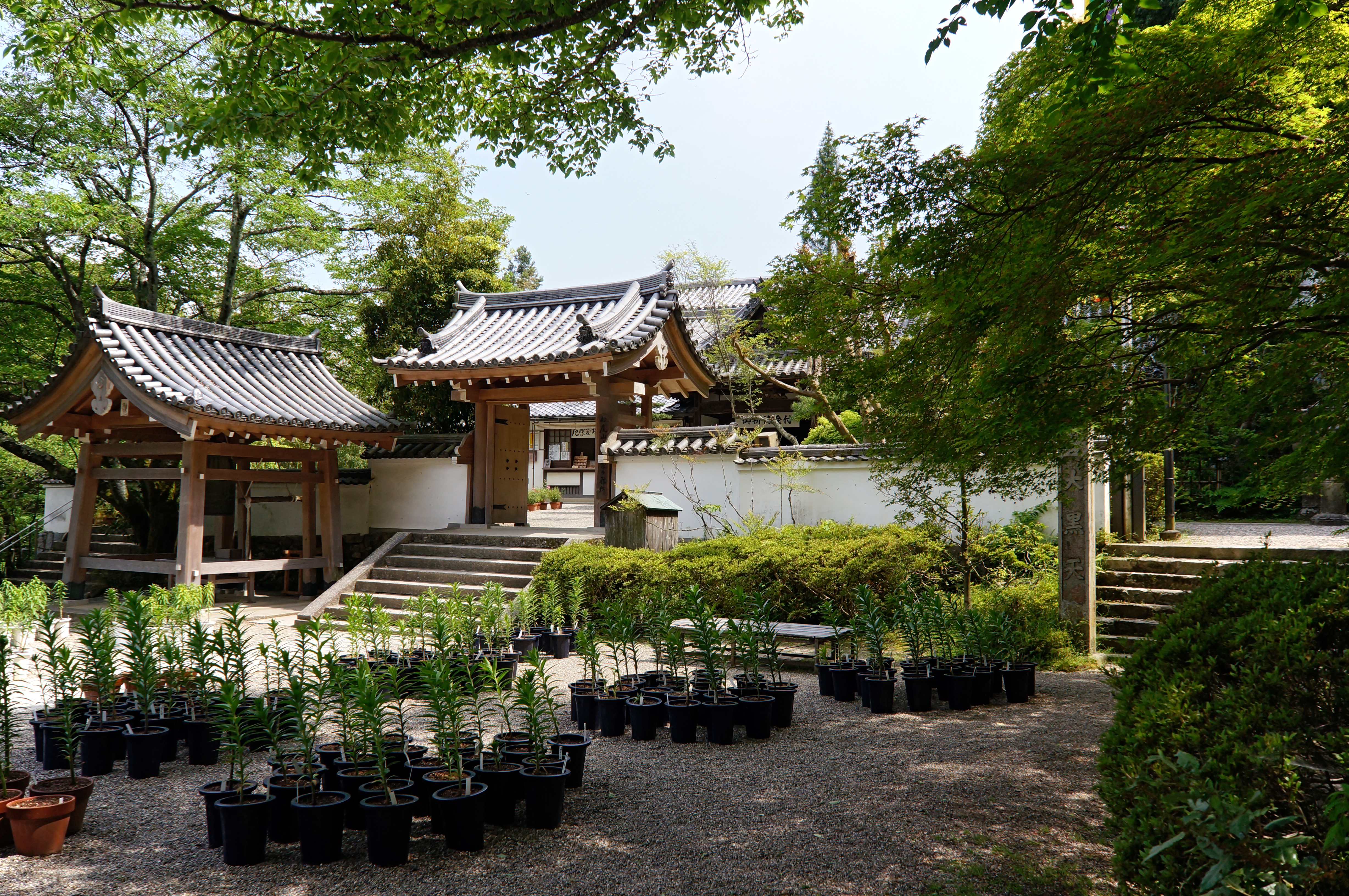
福寿院
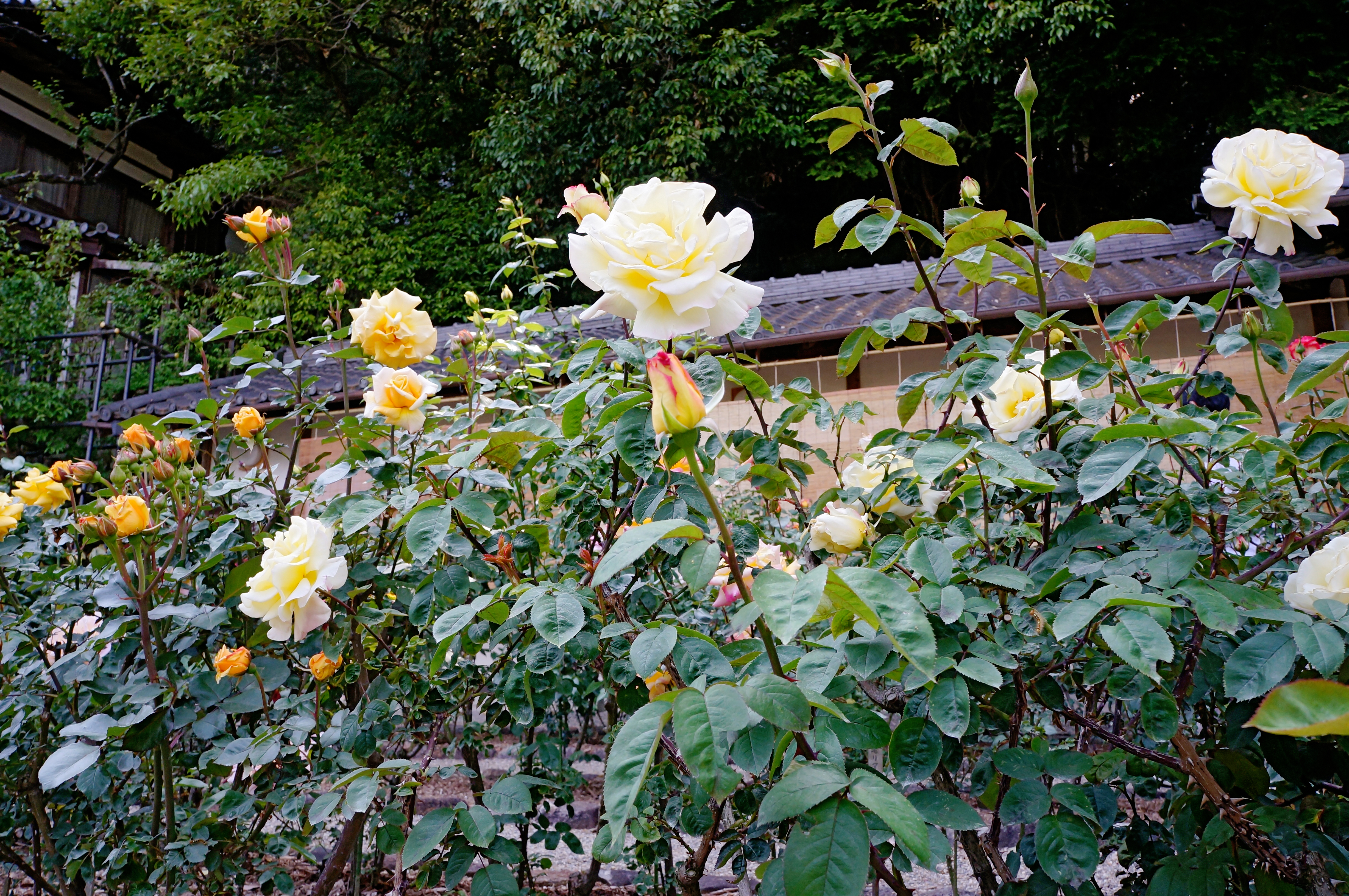
バラ園

## 文化財

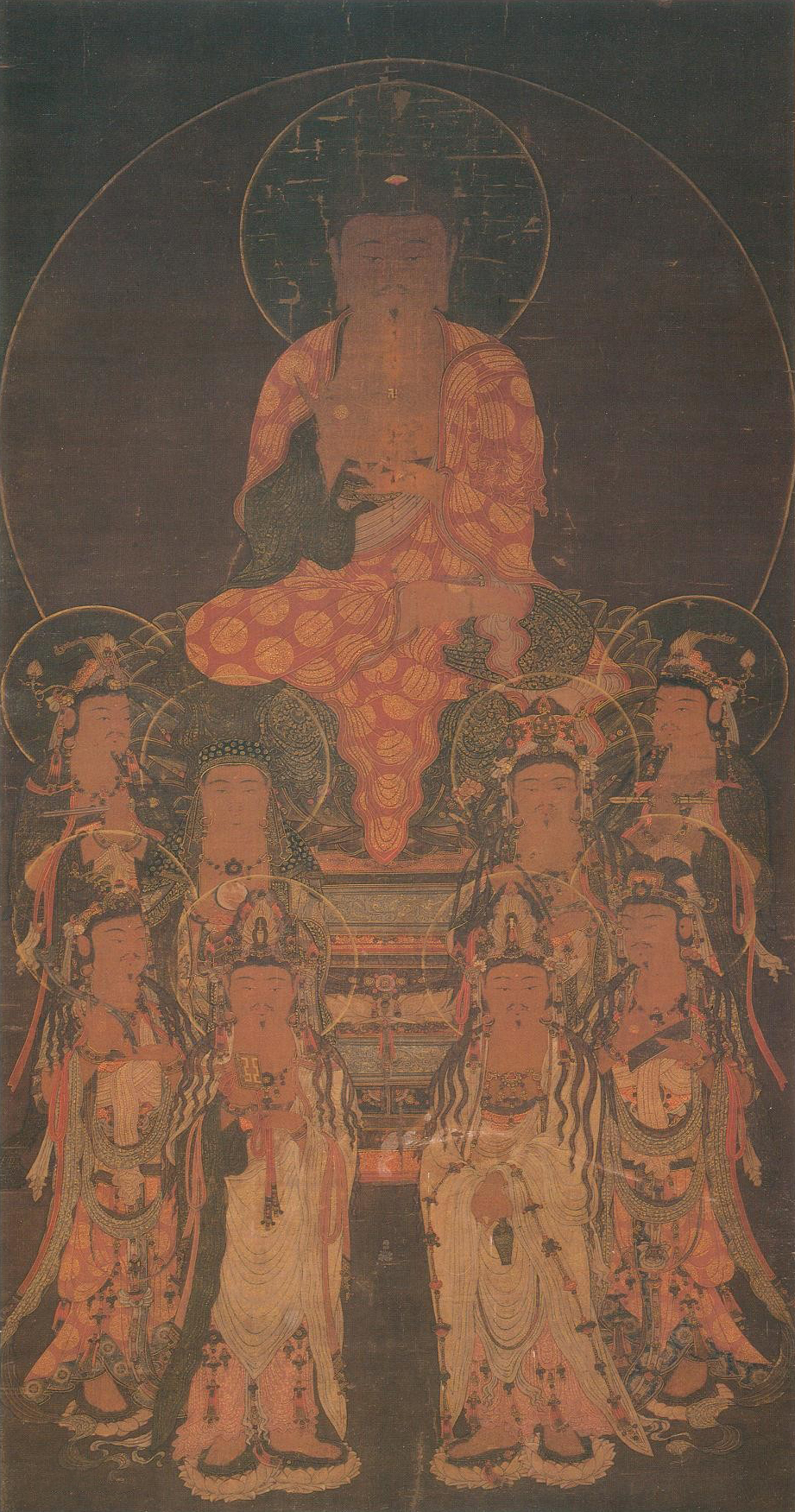
釈迦八大菩薩像（高麗時代）

### 重要文化財
- 本堂
- 木造大黒天立像 - 鎌倉時代作。後世の福神としての大黒天ではなく、インドの武神マハーカーラの面影を残した厳しい表情の大黒天像で、日本三大黒のひとつとして知られる。七福神像とともに七福神堂に祀られている。拝観料が必要。
- 木造十一面観音立像 - 平安時代後期。奈良国立博物館寄託。
- 絹本著色釈迦八大菩薩像 - 高麗時代。奈良国立博物館寄託。
- 絹本著色阿弥陀聖聚来迎図 - 奈良国立博物館寄託。

### 奈良県指定有形文化財
- 木造千手観音立像 - 本堂に本尊として安置。厄除観音と呼ばれ信仰を集める。鎌倉時代の作（秘仏のため毎年11月3日のみ開扉）。
- 金銅金具装山伏笈（附：木造四方仏4躯、付属文書4冊、笈籠1点） 1背 - 奈良国立博物館寄託。

### 大和郡山市指定有形文化財
- 十三重石塔
- 十一面観音立像（附：法華経 8巻） 1躯
- 役行者像（附：前鬼像、後鬼像 各1躯） 1躯

## 前後の札所
大和北部八十八ヶ所霊場
53 法輪寺　-　54 松尾寺　-　55 矢田寺
役行者霊蹟札所

## アクセス
- JR大和路線大和小泉駅より奈良交通バス（71・72系統 近鉄郡山駅行・73系統 矢田山町行）「松尾寺口」下車、徒歩30分
- 近鉄橿原線近鉄郡山駅より奈良交通バス（71・72系統 小泉駅東口行）バス「松尾寺口」下車、徒歩30分